# بحيرة تجورنين
بحيرة تجورنين هي بحيرة صغيرة في وسط ريكيافيك، عاصمة آيسلندا.